# Ernesto di Baden-Durlach
Ernesto I di Baden-Durlach (Pforzheim, 7 ottobre 1482 – Sulzburg, 6 febbraio 1553) fu il fondatore della cosiddetta "linea ernestina" del casato di Baden, dalla quale discesero i futuri granduchi.
Fu il margravio di Baden-Pforzheim dal 1533 e risiedette a Pforzheim dal 1537. Nel 1565, suo figlio Carlo II spostò la capitale a Durlach e quindi cambiò il nome del suo paese in Baden-Durlach. Dovette affrontare la Riforma protestante e le guerre ottomane in Europa. In questa epoca turbolenta, cercò di mantenere una posizione neutrale tra cattolici e protestanti. Non partecipò alla guerra di Smalcalda.

## Biografia
Ernesto era il settimo figlio maschio del margravio Cristoforo I di Baden e di Ottilia von Katzenelnbogen.
Come molti suoi fratelli fu inizialmente destinato alla carriera ecclesiastica e fu ordinato sacerdote nel 1496 a Graben-Neudorf dal vicario generale della diocesi di Spira. Non essendo tuttavia disposto a rinunciare alla sua eredità, lasciò l'abito sacerdotale ed abbracciò la carriera militare. Nel 1509 partecipò alla campagna dell'imperatore Massimiliano I contro la repubblica di Venezia.
Suo padre, il margravio Cristoforo I, aveva intenzione di fare del suo quinto figlio maschio, Filippo I, il suo unico erede: lo riteneva infatti il più qualificato per governare il paese e desiderava evitare una divisione dei suoi territori. Il 18 giugno 1511, aveva dunque richiesto che gli stati di Rötteln, Sausenberg e Badenweiler riconoscessero Filippo, ma questi si erano rifiutati. Nelle riunioni successive degli Stati a Rötteln e nel 1512 a Kandern rifiutarono nuovamente di rendere omaggio a Filippo, poiché non volevano essere trascinati nelle lotte interne del casato di Baden. Ernesto aveva infatti minacciato gli Stati che egli avrebbe risposto con violenza se avessero reso omaggio a suo fratello.
Ernesto amministrò parti del Baden per conto di suo padre dal 1515 in poi, così come fecero i suoi fratelli Filippo I e Bernardo III. Dopo la morte di Filippo, Bernardo III ed Ernesto divisero il paese nei margraviati di Baden-Baden ("linea bernardina") e Baden-Durlach ("linea ernestina"). Le due parti furono riunite nel 1771 sotto il margravio e successivamente granduca Carlo Federico, un discendente della linea ernestina, dopo l'estinzione delle altre linee.

## Matrimoni e figli

### Elisabetta di Brandeburgo-Ansbach
Il margravio si sposò per la prima volta il 29 settembre 1510 con Elisabetta di Brandeburgo-Ansbach-Kulmbach (1494-1518), figlia del margravio Federico I di Brandeburgo-Ansbach dalla quale ebbe seguenti figli:
- Alberto (1511-1542), partecipò alla guerra austriaca contro i turchi nel 1541 in Ungheria e morì sulla via del ritorno a Wasserburg am Inn
- Anna (1512-dopo il 1579), che sposò l'11 febbraio 1537 il conte Carlo I di Hohenzollern (1516-1576)
- Amalia (1513-1594), che sposò nel 1561 il conte Federico II di Löwenstein (1528-1569)
- Maria Giacomina (1514-1592), che sposò nel 1577 il conte Volfango II di Barby (1531-1615)
- Maria Cleofa (1515-1580), che sposò nel 1548 il conte Guglielmo di Schultz (morto intorno al 1566)
- Elizabetta (1516-1568), che  sposò in prime nozze nel 1533 il conte Gabriel von Salamanca-Ortenburg (morto nel 1539) e in seconde nozze, nel 1543, il conte Corrado II di Castell (1519-1577)
- Bernardo (1517-1553), margravio di Baden-Durlach

### Primo matrimonio morganatico con Ursula di Rosenfeld
Il secondo matrimonio del margravio fu nel 1518 con Ursula di Rosenfeld (c.1499–1538), figlia di Giorgio di Rosenfeld. Questo fu un matrimonio morganatico e pertanto, mentre Ernesto era ancora vivo, fu oggetto di discussione se suo figlio Carlo avrebbe potuto ereditare il margraviato. Quando il suo fratellastro Bernardo IV morì, tuttavia, Carlo ereditò effettivamente il margraviato poiché i tutori dei suoi cugini della linea bernardina non obiettarono. Nel 1594, questo matrimonio morganatico fu citato alla corte imperiale come argomento contro il margravio Ernesto Federico, nipote di Ernesto di Baden-Durlach, che aveva contestato il diritto di ereditare il margraviato ai figli del margravio Edoardo Fortunato e di Maria di Eicken.
Da Ursula di Rosenfeld ebbe i seguenti figli:
- Margherita (1519–1571), che sposò nel 1538 il conte Volfango II di Oettingen (1511-1572)
- Salome (morta nel 1559), che sposò nel 1540 il conte Ladislao di Hag (1495-1566)
- Carlo II (1529-1577), margravio regnante

### Secondo matrimonio morganatico: Anna Bombast von Hohenheim
Il margravio sposò morganaticamente il 1 marzo 1544 Anna Bombast di Hohenheim (+ 6 giugno 1574). Da questo matrimonio non nacquero figli.

## Ascendenza
|                              |                             |                     | Genitori                  |  |  | Nonni |  |  | Bisnonni           |  |  | Trisnonni           |  |
|                              |                             |                     |                           |  |  |       |  |  | Giacomo I di Baden |  |  | Bernardo I di Baden |  |
|                              |                             |                     |                           |  |  |       |  |  | Giacomo I di Baden |  |  | Bernardo I di Baden |  |
|                              |                             | Anna di Oettingen   |                           |  |  |       |  |  | Giacomo I di Baden |  |  |                     |  |
| Carlo I di Baden             |                             |                     |                           |  |  |       |  |  | Giacomo I di Baden |  |  |                     |  |
|                              |                             | Caterina di Lorena  | Carlo II di Lorena        |  |  |       |  |  |                    |  |  |                     |  |
|                              |                             | Caterina di Lorena  | Carlo II di Lorena        |  |  |       |  |  |                    |  |  |                     |  |
|                              |                             | Caterina di Lorena  | Margherita del Palatinato |  |  |       |  |  |                    |  |  |                     |  |
| Cristoforo I di Baden        |                             | Caterina di Lorena  |                           |  |  |       |  |  |                    |  |  |                     |  |
|                              |                             | Ernesto I d'Asburgo | Leopoldo III d'Asburgo    |  |  |       |  |  |                    |  |  |                     |  |
|                              |                             | Ernesto I d'Asburgo | Leopoldo III d'Asburgo    |  |  |       |  |  |                    |  |  |                     |  |
|                              |                             | Ernesto I d'Asburgo | Verde Visconti            |  |  |       |  |  |                    |  |  |                     |  |
| Caterina d'Austria           |                             | Ernesto I d'Asburgo |                           |  |  |       |  |  |                    |  |  |                     |  |
|                              |                             | Cimburga di Masovia | Siemowit IV di Masovia    |  |  |       |  |  |                    |  |  |                     |  |
|                              |                             | Cimburga di Masovia | Siemowit IV di Masovia    |  |  |       |  |  |                    |  |  |                     |  |
|                              |                             | Cimburga di Masovia | Alessandra di Lituania    |  |  |       |  |  |                    |  |  |                     |  |
| Ernesto di Baden-Durlach     |                             | Cimburga di Masovia |                           |  |  |       |  |  |                    |  |  |                     |  |
|                              | Filippo I di Katzenelnbogen | …                   |                           |  |  |       |  |  |                    |  |  |                     |  |
|                              | Filippo I di Katzenelnbogen | …                   |                           |  |  |       |  |  |                    |  |  |                     |  |
|                              | Filippo I di Katzenelnbogen | …                   |                           |  |  |       |  |  |                    |  |  |                     |  |
| Filippo II di Katzenelnbogen | Filippo I di Katzenelnbogen |                     |                           |  |  |       |  |  |                    |  |  |                     |  |
|                              |                             | Anna di Württemberg | …                         |  |  |       |  |  |                    |  |  |                     |  |
|                              |                             | Anna di Württemberg | …                         |  |  |       |  |  |                    |  |  |                     |  |
|                              |                             | Anna di Württemberg | …                         |  |  |       |  |  |                    |  |  |                     |  |
| Ottilia von Katzenelnbogen   |                             | Anna di Württemberg |                           |  |  |       |  |  |                    |  |  |                     |  |
|                              |                             | …                   | …                         |  |  |       |  |  |                    |  |  |                     |  |
|                              |                             | …                   | …                         |  |  |       |  |  |                    |  |  |                     |  |
|                              |                             | …                   | …                         |  |  |       |  |  |                    |  |  |                     |  |
| Ottilia di Nassau-Dillenburg |                             | …                   |                           |  |  |       |  |  |                    |  |  |                     |  |
|                              |                             | …                   | …                         |  |  |       |  |  |                    |  |  |                     |  |
|                              |                             | …                   | …                         |  |  |       |  |  |                    |  |  |                     |  |
|                              |                             | …                   | …                         |  |  |       |  |  |                    |  |  |                     |  |
|                              |                             | …                   |                           |  |  |       |  |  |                    |  |  |                     |  |